# Julian Dunkerton
 (août 2018).
Pour les articles homonymes, voir Dunkerton (homonymie).
Julian Dunkerton est un homme d'affaires anglais né en mars 1965. Il est le cofondateur de la marque Superdry.

## Biographie

### Enfance et débuts
Julian Dunkerton déménage de Londres vers Pembridge Herefordshire à l'âge de 14 ans.
Il va à l'école à Ibstock Place School à Londres, Orleans Park School à Twickenham et la Minster School à Herefordshire.

### Carrière

#### Superdry
En 2003, Julian Dunkerton s'associe avec le designer James Holder qui avait déjà fondé la marque Bench, pour développer et créer Superdry, une nouvelle marque au sein de son groupe SuperGroup.

### Brexit
En 2018, il fait don d'un million de livres à l'organisation People's Vote pour la soutenir dans sa demande d'organiser un nouveau référendum sur le Brexit.